# O Mensageiro da Solidariedade
O Mensageiro da Solidariedade é um álbum do cantor, senador e bispo Marcelo Crivella em 1999. O disco foi lançado pela Sony Music e toda sua arrecadação foi doado para o Projeto Nordeste. Segundo a ABPD, o álbum vendeu mais de um milhão de cópias no Brasil, recebendo a certificação de Disco de Diamante.

## Faixas
1. "Olhai Por Nós"
2. "O Amor Maior"
3. "Gente Fina"
4. "Milênio"
5. "Perfume Universal"
6. "Nosso Sonho"
7. "Razão da Minha Vida"
8. "Perdão"
9. "A Dor da Mulher do Sertão"
10. "Quando Eu Falo de Jesus"
11. "Meu Coração é Teu Altar"
12. "África"
13. "O Homem de Nazareth"
14. "A Fé e o Amor"
15. "Oração"

## Vendas e certificações
| País          | Certificação | Vendas     |
| ------------- | ------------ | ---------- |
| Brasil - ABPD | Diamante     | 1,000,000+ |